# Kisilva
Kisilva (románul: Ilva Mică) település Romániában, Erdélyben, Beszterce-Naszód megyében.

## Fekvése
Naszódtól húsz kilométerre keletre, az Ilva patak Nagy-Szamosba folyásánál, az előbbi mentén három, az utóbbi mentén hat kilométer hosszan elnyúló település. Központja 600 méteres tengerszint feletti magasságban fekszik, de délkeletre határához tartozik az 1610 méter magas Henyul (Heniul Mare) is. 5035 hektáros határából 2833 legelő és rét, 1403 erdő, 408 pedig szántó.

## Nevének eredete
Nevét a patakról vette, a részleteket ld. Nagyilvánál.

## Története
Telepítésekor, a 17. század második felében Beszterce városának román jobbágyfalva volt. Első említése 1698-ból való Ilva néven, amikor 18 román jobbágycsalád lakta. 1713-ban két malma is őrölt. 1721-ben Illova néven jelenik meg, húsz családdal. Neve megkülönböztető előtagját az 1730-as évek után nyerte, miután a majoriak kirajzásával létrejött Nagyilva falu. Ennek nyoma először 1773-ban jelent meg mint Illova Mikio, majd 1803-ban mint Kis Ilva is. Első temploma 1748–55-ben épült, fából.
1762-től az naszódi határőrezred hetedik, földrai századához tartozott. A lakosok zúgolódás nélkül viselték a militarizálást. A bajor örökösödési háborúban hat, az 1788-91-es török háborúban hét, 1793-1801 között a forradalmi és napóleoni háborúkban tizenöt, 1809-ben Lengyelországban négy, 1812-14-ben Galíciában és Itáliában 16, az 1846-os galíciai nemesi felkelés leverésében kilenc kisilvai esett el.
Az első 1795-ben két zsidó család 1795-ben települt be, 1805-ben már öt zsidó család élt a településen. A közösség soha nem volt nagy, de 1900-ban, amikor 35 főből állt, zsinagógát rendezett be.
1848-ban Andron Vasile Sott (alias Roșu) nevű bírája a községi tanáccsal, a földraiakkal és a neposziakkal egyetértésben felgyújtotta a jádiak határban fekvő malmát és kocsmáját, mert a Beszterce vidéki szászok már régóta vitatták a Radna vidéki románok jogát határukra. 1849. június 22-én a magyar honvédek a falu és Földra között, a Budin-völgy bejáratánál (a mai Podereia Feldrului vasúti megálló környékén) összecsaptak a cári intervenciós csapatokkal.
Az erdélyi határőrvidék 1851-es felszámolása után 1861-től Naszód vidékéhez, 1876-tól Beszterce-Naszód vármegye Óradnai járásához tartozott. A falun 1884-ben átutazó Rudolf Bergnerben „koszos, szegényes román falu” („ein schmutziges, ärmliches Rumänendorf”) benyomását keltette. Egy évvel később, Rudolf Adleff tervei alapján felépült a falu első kőtemploma, a Szent Arkangyalok görögkatolikus, ma ortodox templom. (A kisilvai románok, a volt naszódi határőrvidék többi falvához hasonlóan 1764–66 óta görög katolikusok voltak, ortodox egyházközség csak 1936-ban létesült.)
Az 1906-ben megépült vasút nagy változást hozott a falu életébe. A Magyar Fakereskedelmi Rt. mindjárt a következő évben fűrésztelepet létesített a környék erdeinek kitermelésére. A fűrésztelep később a település legfőbb munkaadójává vált, 1997-es megszűnéséig. 1909-ben a magyar állam a fűrésztelep munkásainak gyerekei számára magyar tannyelvű iskolát állított fel. 1911-ben Kisilva nagyközséggé alakult.
1938-ban a Kisilva—Dornavátra vonal megépülésével vasúti csomóponttá vált. A hagyományos, tornácos faházakat az 1950-es években kezdték felváltani a kockaházak, majd az 1970-es évektől az emeletes családi házak.
2003-ig a községhez tartozott Szentjózsef falu is, akkor önálló községgé alakították.

## Népessége
- 1880-ban 1097 lakosából 1036 volt román, 15 német és 41 egyéb (cigány) anyanyelvű; 1071 görög katolikus és 14 zsidó.
- 1992-ben 3738 lakosából 3711 volt román; 3347 ortodox, 318 pünkösdista, 30 görög és 23 római katolikus.

## Látnivalók
- George Nechiti magánmúzeuma a szokásos néprajzi anyag mellett a legkülönbözőbb tárgyi emlékek és kuriózumok gyűjteménye.
- Kis zsidó temető.[7]